# Miras Kumbeli, Supa
Miras Kumbeli là một làng thuộc tehsil Supa, huyện Uttar Kannad, bang Karnataka, Ấn Độ.